# Slapen is voor Losers!
Slapen is voor Losers! was een nachtprogramma op de Nederlandse radiozender NPO 3FM. Het programma werd namens BNNVARA van woensdag tot en met vrijdag van 04:00 tot 06:00 uur uitgezonden. Het programma werd gepresenteerd door Harm den Besten.
Het programma verving 'Vier Sas!', dat in juni 2015 de hele maand te horen was.
Op 22 februari 2016 draaide Den Besten tijdens een uitzending enkel Nederlandse muziek. Doordat hij dit niet had overlegd, werd hij voor één dag geschorst door de zenderredactie. Later kwam de zender, na een gesprek met omroep BNNVARA en Den Besten, terug op dit besluit. Een paar maanden later eindigde de opleiding van Den Besten en kreeg hij geen plek meer in het nieuwe programmaschema.